# Arcizans-Avant
Arcizans-Avant es una comuna francesa situada en el departamento de Altos Pirineos, en la región de Occitania.

## Demografía
| 206 | 185 | 192 | 200 | 258 | 298 | 352 | 389 |
| Para los censos de 1962 a 1999 la población legal corresponde a la población sin duplicidades (Fuente: INSEE [Consultar]) |     |     |     |     |     |     |     |